# 菲律宾马绍尔螺
菲律宾马绍尔螺（学名：Maeshallena philippinarum），是新腹足目卷管螺科Maeshallena属的一种。主要分布于中国大陆，常栖息在潮下带。
其种加词“philippinarum”意为“菲律宾的”。